# Comamonadaceae
Le Comamonadaceae sono una famiglia di betaproteobatteri. Come tutti i proteobatteri, sono Gram-negativi. Sono aerobici e la maggior parte delle sue specie sono mobili per via dei flagelli e a forma di bastoncello..